# Trinitariske formel
Den trinitariske formel er udtrykket "i Faderens og Sønnens og Helligåndens navn" (oprindelig på græsk: εἰς τὸ ὄνομα τοῦ Πατρὸς καὶ τοῦ Υἱοῦ καὶ τοῦ Ἁγίου Πνεύματος, translittereret: eis tò ónoma toû Patròs kaì toû Huioû kaì toû Hagíou Pneúmatos, eller på latin: ĭn nōmine Pătris ĕt Fīliī ĕt Spīritūs Sānctī), eller ord i den form og betydning henvisende til de tre personer fra den kristne treenighed.

## Bibelsk oprindelse
Ordene er gengivet fra en befaling givet af den genopstandne Jesus i Matthæusevangeliet, også kaldet missionsbefalingen: "Gå derfor hen og gør alle folkeslagene til mine disciple, idet I døber dem i Faderens og Sønnens og Helligåndens navn".